# Th. Stauning Folkets Søn - Danmarks Statsminister
|  | Denne artikel er oprettet af botten Steenthbot ud fra en ekstern database. Den kan derfor have sproglige fejl eller mangler. Denne skabelon kan fjernes efter kontrol af indholdet. |

Th. Stauning Folkets Søn - Danmarks Statsminister er en dansk portrætfilm fra 1942 instrueret af Olaf Böök Malmstrøm.

## Handling
Et portræt af personen og reportage fra begravelsen af statsministeren.

## Medvirkende
- Thorvald Stauning